# Diecezja Matagalpa
Diecezja Matagalpa (łac. Dioecesis Matagalpensis, hiszp. Diócesis de Matagalpa) – rzymskokatolicka diecezja ze stolicą w Matagalpie w Nikaragui.
Na terenie archidiecezji żyje 16 zakonników i 76 siostr zakonnych.

## Historia
Diecezja Matagalpa powstała 19 grudnia 1924.